# August Sternenberg
August Wilhelm Sternenberg (* 11. Mai 1845 in Schwelm; † 13. Mai 1920 ebenda) war ein deutscher Kaufmann und Politiker (NLP).
Sternenberg, der evangelischer Konfession war, war Bankier, Kaufmann und Fabrikbesitzer in Schwelm. Er war Kreisdeputierter. Von 1887 bis 1898 und von 1900 bis 1919 gehörte er für den Wahlkreis Schwelm dem Provinziallandtag der Provinz Westfalen an.